# Enchophyllum ensata
Enchophyllum ensata är en insektsart som beskrevs av Coquebert. Enchophyllum ensata ingår i släktet Enchophyllum och familjen hornstritar. Inga underarter finns listade i Catalogue of Life.